# Crozetulus scutatus
Espèce
Synonymes
- Speleoderces scutatus Lawrence, 1964

Crozetulus scutatus est une espèce d'araignées aranéomorphes de la famille des Anapidae.

## Distribution
Cette espèce est endémique du Cap-Occidental en Afrique du Sud,. Elle se rencontre dans les grottes Wynberg Caves, Bats Cave et Boomslang Cave.

## Description
La carapace du mâle holotype mesure 0,65 mm et l'abdomen 0,85 mm et la femelle 1,1 mm.

## Publication originale
- Lawrence, 1964 : New cavernicolous spiders from South Africa.  Annals of the South African Museum, vol. 48, p. 57-75 (texte intégral).